# 青森県道222号赤石沖田面線
青森県道222号赤石沖田面線（あおもりけんどう222ごう あかいしおきたもせん）は、青森県三戸郡南部町を通る一般県道である。

## 概要
南部町赤石で青森県道134号櫛引上名久井三戸線から分岐し、青い森鉄道 青い森鉄道線と跨線橋で交差後に馬渕川を赤石橋で越えた地点で直角に折れて南部町沖田面で国道4号（国道104号重複区間）に合流する。

### 路線データ
- 起点：三戸郡南部町大字赤石[1]
- 終点：三戸郡南部町大字沖田面[1]

## 歴史
- 1961年（昭和36年）2月10日 - 県道に認定される[1]。

## 路線状況

### 道路施設
- 赤石橋（馬渕川）

## 地理

### 交差する道路
- 青森県道134号櫛引上名久井三戸線（三戸郡南部町大字赤石、起点）
- 国道4号（国道104号重複）（三戸郡南部町大字沖田面、終点）

### 沿線の施設など
- 青い森鉄道 青い森鉄道線 諏訪ノ平駅（終点から国道4号経由）